# Le Gallet
Le Gallet – miejscowość i gmina we Francji, w regionie Hauts-de-France, w departamencie Oise.
Według danych na rok 1990 gminę zamieszkiwało 111 osób, a gęstość zaludnienia wynosiła 32 osoby/km² (wśród 2293 gmin Pikardii Le Gallet plasuje się na 886. miejscu pod względem liczby ludności, natomiast pod względem powierzchni na miejscu 1015.).